# Jimmy Griffin
James Arthur Griffin (10 de agosto de 1943-11 de enero de 2005) fue un cantante, guitarrista , y escritor de canciones, conocido por su trabajo con el grupo de rock de 1970 Bread. Ganó un Óscar a la mejor canción original en 1970 por ser un coescritor de "For All We Know".

## Comienzos
Griffin nació en Cincinnati, Ohio y creció en Memphis, Tennessee. Su entrenamiento musical comenzó cuando sus padres lo anotaron para lecciones de acordeón.Él asistió a la escuela High School en Memphis Dorsey y Johnny Burnette fueron sus vecinos y moedelos. Después que los hermanos Burnette se mudaron a Los Ángeles, California para promover sus carreras musicales, Griffin fue allí a visitarlos, y logró obtener un contrato de grabación con Reprise Records.

## Carrera

### Como solista y escritor de canciones
Su primer álbum, Summer Holiday, fue lanzado en 1963. Tuvo pequeños papeles en dos películas, For Those Who Think Young (1964) y None But the Brave (1965).
En 1960, Griffin se asoció con el compositor Michael Z. Gordon para escribir canciones para diversos músicos, como Ed Ames, Gary Lewis, Bobby Vee, Brian Hyland, The Standells, Lesley Gore, Sandy Nelson y . La pareja ganó un premio BMI por "Apologize".
Griffin conoció a Robb Royer a través de Maria Yolanda Aguayo (la futura esposa de Griffin).  Los dos se cayeron bien inmediatamente y se convirtieron colaboradores de por vida como artistas y escritores.  Griffin fue redactor de la editorial Viva y conseguido que ellos contraten a Royer como su coescritor en 1967. Viva se resistía a la contratación de Royer, y querían que Griffin escriba con otro escritor del personal de la empresa. Según Royer, Griffin convenció a Viva para que contrate a Royer diciendo "Escribiré canciones con él. En verdad quieren regalar la publicación de la mitad de las canciones?". James Griffin cantó canciones que aparecieron en algunos episodios de la serie de TV 'Ironside' en los finales de los 60's.

### Bread
En 1968, Griffin y Royer se juntaron con David Gates para formar la banda contratando al baterista de sesión Jimmy Gordon para su primer álbum y los recitales iniciales.  Mike Botts pronto remplazó a Gordon como el baterista permanente de la banda, apareciendo por primera vez en su segundo álbum, On the Waters.  
En 1970, Griffin y Royer - bajo los seudónimos Arthur James y Robb Wilson - escribieron la letra para la música de Fred Karlin para la canción "For All We Know," que apareció en la película Lovers and Other Strangers. Ganó el Academy Award for Best Song.Esta canción luego fue versionada por The Carpenters en su tercer álbum.
En 1971 Royer dejó Bread, pero continuó proporcionando canciones coescritas con Griffin para el grupo. Fue remplazado por el tecladista y guitarrista Larry Knechtel. Tuvieron un número uno en las listas Billboard Hot 100, con la canción "Make It With You". Otros hits por Bread incluyen "Baby I'm-a Want You", " If " y "Everything I Own." Pese a que Griffin fue un significante contribuyente para los álbumes de Bread como un escritor y cantante, cada uno de los número uno del grupo fueron escritos y cantados por Gates, una situación que creó fricción entre los dos.
Después de la publicación de Guitar Man en 1972, Bread se tomó un descanso. Griffin grabó un álbum solista, Breakin' Up Is Easy en Polydor Records en 1974, acreditado a 'James Griffin & Co'. Ni el álbum ni los sencillos, "Breakin' Up Is Easy," "She Knows," and "How Do You Say Goodbye," llegaron a las listas Billboard. Bread se volvió a juntar en 1976 para grabar un álbum final, Lost Without Your Love. Gates, Botts, y Knechtel continuaron grabando juntos en los álbumes solistas de Gates, e inicialmente realizaron giras como 'David Gates & Bread', lo que condujo a una denuncia legal por Griffin. La disputa no fue resuelta hasta 1984.  Griffin y Gates pusieron a un lado sus diferencias pasadas para una reunión de Bread y un tour 1996–1997 con Botts y Knechtel.

### Black Tie
En 1977, Griffin publicó un tercer álbum como solista, James Griffin, también en Polydor, con temas grabados en 1974 y 1975. Él se juntó con Terry Sylvester (miembro de The Hollies) en el álbum Griffin & Sylvester en 1982 y fue un miembro de Black Tie con Randy Meisner y Billy Swan, quienes publicaron When The Night Falls en 1986, coproducido por T-Bone Burnett. Robb Royer fue también acreditado como un músico en el álbm. El álbum fue remezclado y reeditado al principio de los años '90, con la voz de Griffin más prominente en algunas canciones. El sencillo de The Black Tie, "Learning The Game" llegó al puesto #59 en la lista Billboard de Country en 1991.

### The Remingtons
En 1991 Griffin formó The Remingtons con Richard Mainegra y Rick Yancey. Ellos grabaron su primer sencillo el mismo año, seguido por los álbumes Blue Frontier (1992) y Aim for the Heart (1993). Su sencillo, "A Long Time Ago" llegó al Top 10 en la lista Billboard'' de Country en 1992 con "Two-Timin' Me" llegando al Top 20 más tarde ese año.

### Toast/Radio Dixie
Empezando en 1994 Griffin y Robb Royer colaboraron con el escritor y multiinstrumentista nominado a los Grammy Todd Cerney para escribir canciones y actuar en lugares locales.  Larry Knechtel participó también en la colaboración y se llamó Toast (una obvia referencia a Bread).  Griffin, Royer y Cerney empezaron esta colaboración cuando escribieron "Kyrie" en 1994.  Knechtel también apareció en los créditos como escritor de canciones por el tema de 1995 "Slow Train."
El grupo escribió, grabó e interpretó juntos en varios eventos en Nashville incluyendo el Bluebird Cafe, 3rd & Lindsley, y 12th & Porter.  En 1998 cambiaron su nombre a "Radio Dixie" como un esfuerzo para ser más viables económicamente.  El grupo se separó en 1998, pese a que Royer y Cerney continuaron colaborando en la escritura de canciones.

### GYG
En 2003, Griffin, Rick Yancey y Ronnie Guilbeau empezaron a escribir e interpretar como GYG, grabando un CD del mismo nombre. El CD incluía nuevo material y temas conocidos como "Who's Gonna Know", una canción de the Remintons por Conway Twitty, y "Call It Love" un hit #1 para Poco escrito por Ronnie Guilbeau. GYG tocó en varios eventos en Nashville incluyendo la conferencia de CRS en 2004. A principios de 2004, Griffin grabó un dueto con Holly Cieri de su canción ganadora de un Oscar "For All We Know".  Durante el mismo año, Griffin también colaboró con Michael Z. Gordon y Griffin grabó la canción, "Something Else Altogether" que fue elegida para ser la canción principal de la película, "The Devil and Daniel Webster".  Sin embargo, la película fue a la quiebra y la canción nunca fue usada en la película, pero fue publicada recientemente en YouTube y dedicada a Griffin.

## Muerte
Griffin murió de complicaciones del cáncer el 11 de enero de 2005, en su casa en Franklin, Tennessee. Él tenía 61 y tuvo tratamiento por varios meses. Le sobreviven su esposa Marti, sus hijas Katy y Alexis, sus hijos Jamey y Jacob, su nieta Lilli y sus nietos Gryffyn y Max.